# 捷克克鲁姆洛夫地区博物馆

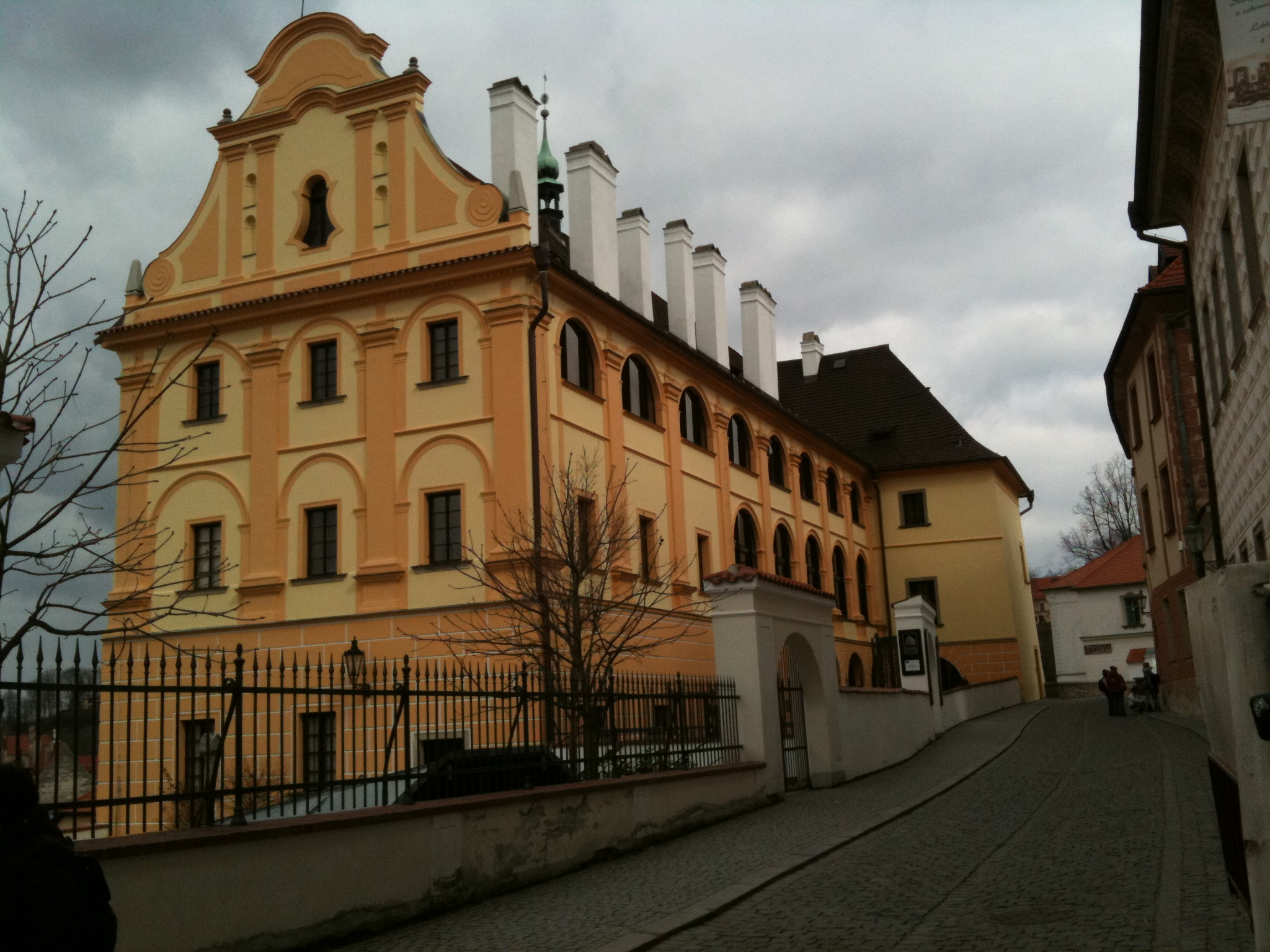

捷克克鲁姆洛夫地区博物馆（捷克語：Regionální muzeum Český Krumlov）是捷克克鲁姆洛夫的一座博物馆，向游客展示該市镇和地区的历史。它坐落在一座原耶稣会神学院的巴洛克式建筑内。

## 历史
这座城市最古老的博物馆可以追溯到1891年。从1916年到1938年，日耳曼城市博物馆（německé městské muzeum）在这里运营。1946年6月，捷克政府决定在捷克克鲁姆洛夫建立一个新的博物馆，位于 Horní 街（Horní ulici）152号的大楼被选为总部。1952年，第一次博物馆展览在这里开幕。

## 建筑
目前的博物馆建筑建于1650年至1652年之间，原址是六座中世纪房屋的地块上，當時耶稣会将其用作神学院；1750年，该建筑獲得翻新。1773年耶稣会遭取缔后，该建筑继续用于学校用途。1970年代，此一建築再度重建，博物馆暂时安置在捷克克鲁姆洛夫城堡的第二个庭院内，至1980年返回原址。

## 館藏
此一博物館的館藏基础是原日耳曼城市博物馆的藏品，包括考古学、工艺美术史、民族志和历史药学领域的展品，并拥有世界上独一无二的城市陶瓷模型，以1:200的比例描绘了1800年左右的捷克克鲁姆洛夫。作者是Petr Pešek和Jana Pešková。